# Дараган Юхим Федорович
Юхим Федорович Дараган (? — 3 квітня 1762) — київський полковник, зять Розумовських.

## Життєпис

### Походження та діяльність
Вихідець із козацького старшинського роду Дараганів. Зять Наталії Розумовської (чоловік її доньки Віри). Значковий товариш (з 22 жовтня 1742 — бунчуковий товариш) Київського полку.
У листопаді 1747 року — один із трьох кандидатів на уряд київського полковника. З 21 січня 1751 року до смерті 3 квітня 1762 року — київський полковник. Бригадир (1762), бригадир у відставці.

### Маєтки
Села та містечка, де був власником або мав підданих:
- Великі Піски Лохвицької сотні[1];
- Глибоке Вороньківської сотні[2];
- Перегуди Бориспільської сотні;
- Михайлівці;
- Бориспіль (з 1752 — власник всього містечка[3]);
- Семиполки;
- Коломиці;
- Мостище.

Йому належав шинок у Воронькові (1750). У 1751 році отримав універсал гетьмана Кирила Розумовського з підтвердженням прав на село Бошни. 1753 року придбав у значкового товариша Переяславського полку Михайла Мартоса та його брата сотенного отамана ічнянського Петра Мартоса хутір Мартусівка.

### Судові справи
У 1754 році звернувся до Генерального військового суду стосовно інтриг проти нього полкового судді Зіновія Борсука. В той самий час судився з військовим канцеляристом Іваном Шершановичем, який образив його дружину.
У 1755 році бунчуковий товариш Василь Полуботок звинуватив Юхима Дарагана у побитті його підданих, захопленні майна та привласненні сінокосу під селом Коломиці.

### Будівнича діяльність
Збудував для потреб Київського полку будинок полкової канцелярії у Козельці та так звану «кам'яницю Дараганів» (полкову скарбницю) у власній садибі Покорщина. Фундатор Георгіївського собору Георгіївського Козелецького монастиря у Данівці.

### Смерть
Покінчив життя самогубством за невідомих обставин. За однією версією, похований у Козельці, за іншою — у Трьохсвятительській церкві села Лемеші.

## Галерея

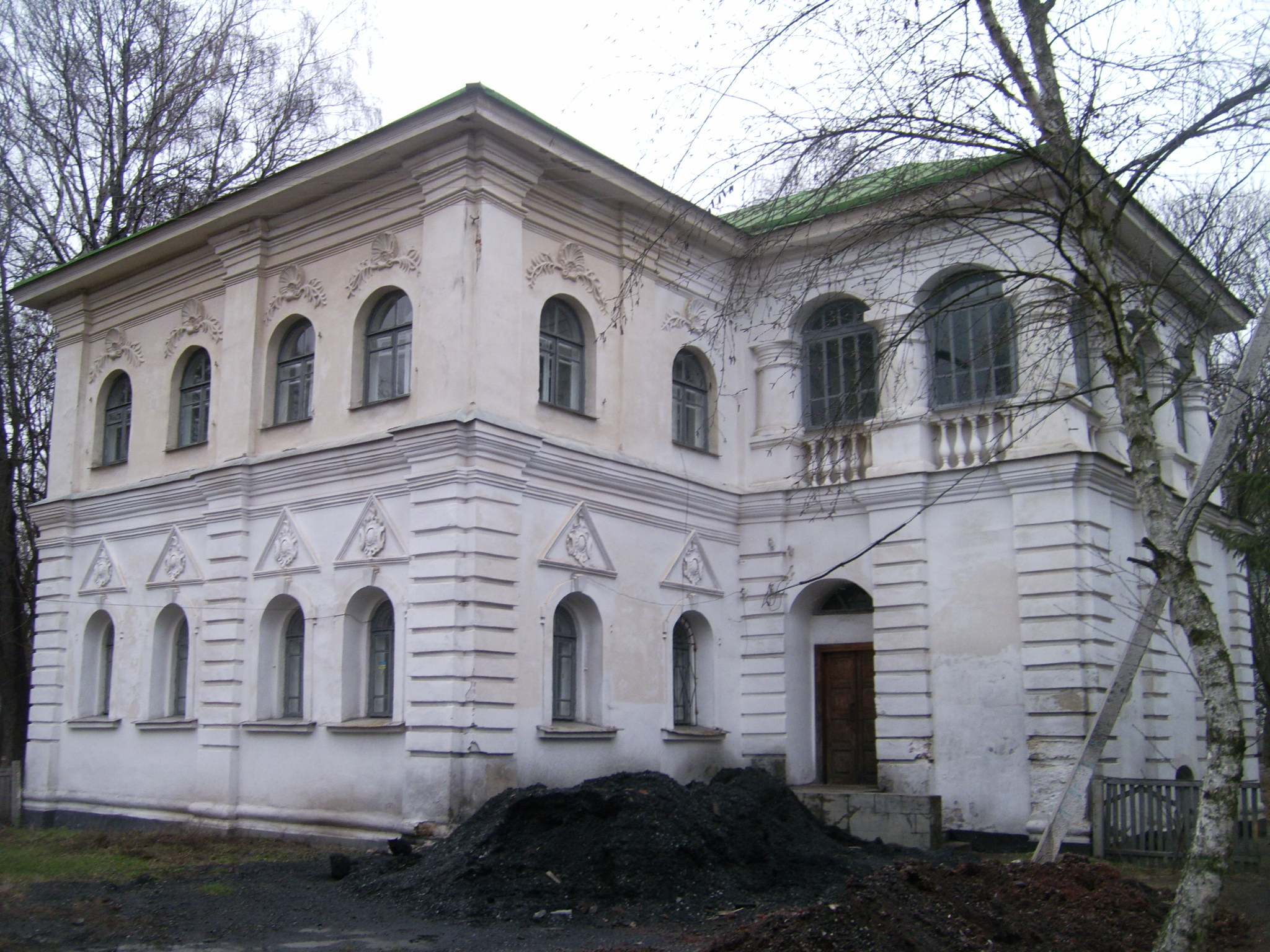
Будинок полкової канцелярії
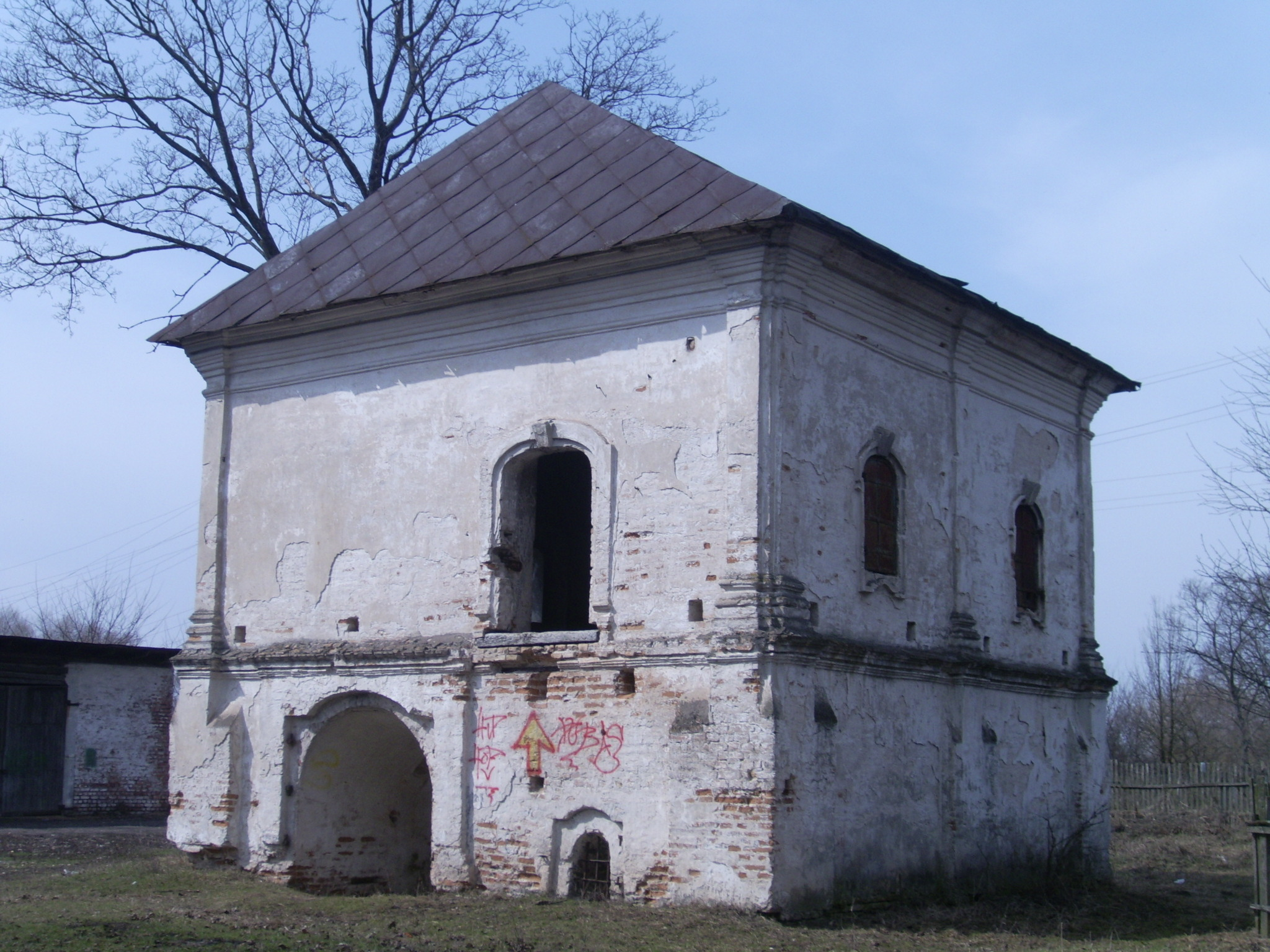
Кам'яниця Дараганів